# Eva-Maria Brem
Eva-Maria Brem, née le 13 septembre 1988 à Schwaz, est une skieuse alpine autrichienne. Elle s'offre son premier succès en Coupe du monde en 2014 lors du slalom géant d'Aspen aux États-Unis. Elle est gagnante d'un globe de cristal en 2016 pour avoir gagné la Coupe du monde de slalom géant. En 2015, elle fait partie de l'équipe autrichienne championne par équipes. Elle met un terme à sa carrière en 2021.

## Carrière
Eva-Maria Brem, commence sa carrière internationale dans les courses FIS en 2003-2004, pour remporter sa première compétition en décembre 2004 à Gosau.
Sa première récompense internationale a lieu au Festival olympique de la jeunesse européenne en 2005, où elle remporte la médaille d'or au slalom géant et la médaille d'argent au super G.
Elle fait ses débuts en Coupe du monde en 2005 à Linz. Cette année, elle monte sur son premier podium dans la Coupe d'Europe en slalom à Leukerbad, avant de remporter deux slaloms géants en 2006-2007. En 2006, Brem décroche le titre national élite du slalom géant et sa première médaille aux Championnats du monde junior au Québec, en bronze sur le slalom géant. Lors des deux éditions suivantes, elle ajoute trois médailles de bronze à son palmarès. En janvier 2007, elle inscrit ses premiers points au tableau dans la Coupe du monde avec une 29e place au super-combiné d'Altenmarkt-Zauchensee, puis réussit à terminer cinquième du slalom géant de Panorama au mois de novembre suivant, performance qu'elle égale deux ans plus tard à Aspen, lieu où elle se qualifie en deuxième manche en slalom spécial aussi. En 2008-2009, avec comme meilleur résultat treizième, Brem s'assure une place dans l'équipe autrichienne pour les Championnats du monde de Val d'Isère, où elle ne dispute aucune course.
En 2010, elle est sélectionnée pour les Jeux olympiques de Vancouver, où elle finit septième du slalom géant.
Souvent entre la dixième et la trentième place dans la Coupe du monde, elle commence  à enchaîner quelques résultats dans le top dix lors de l'hiver 2012-2013, dont une quatrième place à Ofterschwang.
Elle a connu ses meilleurs résultats à ce jour en slalom géant obtenant deux podiums à la fin de la saison 2013-2014, terminant d'abord troisième à Åre puis deuxième aux Finales de Lenzerheide. Au début de la saison 2014-2015, elle s'impose pour la première fois en Coupe du monde lors du slalom géant d'Aspen après avoir géré l'importante avance prise en première manche. Également sur le podium en slalom géant à Åre à deux reprises et à Méribel, elle se positionne au deuxième rang au classement de la spécialité derrière sa compatriote Anna Fenninger, gagnnate du classement général aussi. En 2015 à beaver Creek, Brem est au départ de sa première course en championnat du monde, mais ne voit pas l'arrivée en slalom géant. Elle contribue de manière active ensuite au titre mondial de l'équipe autrichienne en parallèle avec Marcel Hirscher, Christoph Nösig et Michaela Kirchgasser.
Lors de la saison 2015-2016, après deux deuxièmes places, elle s'impose à Courchevel, devant la nouvelle meneuse du classement général Lara Gut et Nina Løseth, ainsi qu'à Jasná, où elle devance sa plus proche rivale cette saison Viktoria Rebensburg, pour remporter le classement du slalom géant de la Coupe du monde.
Eva-Maria Brem se fracture le tibia et le péroné lors d'un entraînement le 4 novembre 2016 à l'entraînement à Pass Thurn. Cette blessure, qu'elle a déjà connu en 2010, l'éloigne des pistes et met un terme à sa saison 2016-2017, elle ne peut donc pas défendre son globe de cristal de slalom géant.
L'Autrichienne retrouve le top dix dans l'élite en mars 2019, où elle enregistre une sixième et une septième place.
En avril 2021, elle annonce mettre un terme à sa carrière.

## Palmarès

### Jeux olympiques d'hiver
| Épreuve / Édition | Descente | Super G | Slalom géant | Slalom | Super combiné |
| JO 2010 Vancouver | —        | —       | 7e           | —      | —             |

### Championnats du monde
| Épreuve / Édition | Vail - Beaver Creek 2015 |
| Slalom géant      | Abandon                  |
| Par équipes       | Or                       |

### Coupe du monde
- Meilleur classement général : 12e en 2016.
- 1 petit globe de cristal :
  - vainqueur du classement du géant en 2016.
- 11 podiums (tous en slalom géant), dont 3 victoires.

#### Détail des victoires
| Édition / Épreuve | Slalom géant     | Total |
| 2014-2015         | Aspen            | 1     |
| 2015-2016         | Courchevel Jasna | 2     |
| Total             | 3                | 3     |

#### Classements en Coupe du monde
| Année/Classement | Année/Classement | Général | Général | Descente | Descente | Super G | Super G | Slalom géant | Slalom géant | Slalom | Slalom | Combiné | Combiné |
| ---------------- | ---------------- | ------- | ------- | -------- | -------- | ------- | ------- | ------------ | ------------ | ------ | ------ | ------- | ------- |
| Année/Classement | Année/Classement | Class.  | Points  | Class.   | Points   | Class.  | Points  | Class.       | Points       | Class. | Points | Class.  | Points  |
| 2006 – 2007      | 2006 – 2007      | 131e    | 2       | -        | -        | -       | -       | -            | -            | -      | -      | 47e     | 2       |
| 2007 - 2008      | 2007 - 2008      | 52e     | 110     | -        | -        | -       | -       | 17e          | 86           | -      | -      | 24e     | 24      |
| 2008 – 2009      | 2008 – 2009      | 68e     | 75      | -        | -        | -       | -       | 27e          | 51           | -      | -      | 23e     | 24      |
| 2009 - 2010      | 2009 - 2010      | 41e     | 181     | -        | -        | -       | -       | 11e          | 177          | 55e    | 3      | 44e     | 1       |
| 2010 – 2011      | 2010 – 2011      | 106e    | 20      | -        | -        | -       | -       | 36e          | 20           | -      | -      | -       | -       |
| 2011 - 2012      | 2011 - 2012      | 59e     | 124     | -        | -        | -       | -       | 20e          | 108          | 44e    | 16     | -       | -       |
| 2012 – 2013      | 2012 – 2013      | 46e     | 170     | -        | -        | -       | -       | 13e          | 170          | -      | -      | -       | -       |
| 2013 - 2014      | 2013 - 2014      | 27e     | 258     | -        | -        | -       | -       | 8e           | 255          | 39e    | 18     | -       | -       |
| 2014 - 2015      | 2014 - 2015      | 13e     | 452     | -        | -        | -       | -       | 2e           | 436          | 41e    | 16     | -       | -       |
| 2015 - 2016      | 2015 - 2016      | 12e     | 647     | -        | -        | -       | -       | 1re          | 592          | 31e    | 55     | -       | -       |
| 2016 - 2017      | 2016 - 2017      | 122e    | 5       | -        | -        | -       | -       | 50e          | 5            | -      | -      | -       | -       |
| 2017 - 2018      | 2017 - 2018      | 97e     | 27      | -        | -        | -       | -       | 32e          | 27           | -      | -      | -       | -       |
| 2018 - 2019      | 2018 - 2019      | 58e     | 119     | -        | -        | -       | -       | 17e          | 119          | -      | -      | -       | -       |
| 2019 - 2020      | 2019 - 2020      | 78e     | 43      | -        | -        | -       | -       | 27e          | 43           | -      | -      | -       | -       |
| 2020 - 2021      | 2020 - 2021      | 120e    | 3       | -        | -        | -       | -       | 58e          | 3            | -      | -      | -       | -       |

### Championnats du monde junior
- Mondiaux 2006 à Mont Sainte-Anne (Canada) :
  -  Médaille de bronze sur le slalom géant.
- Mondiaux 2007 à Altenmarkt et Flachau (Autriche) :
  -  Médaille de bronze sur le slalom géant.
  -  Médaille de bronze sur le super-G.
- Mondiaux 2008 à Formigal (Espagne) :
  -  Médaille de bronze sur le super-combiné.

### Coupe d'Europe
- 4e du classement général et du classement en slalom géant en 2007.
- 12 podiums (dont 10 en slalom géant et 2 en slalom) dont 4 victoires (toutes en slalom géant).

### Championnats d'Autriche
- Championne du slalom géant en 2006[7].